# Alkotmányjogász
Az alkotmányjogász alkotmányjoggal foglalkozó jogász. A közhiedelemmel ellentétben nem cím vagy rang, hanem az illető jogász szakterületére utal. (Mint a büntetőjoggal foglalkozó jogász a büntetőjogász, a polgári joggal foglalkozó jogász a polgári jogász) Nem keverendő a fogalom az alkotmánybíróval, aki az Alkotmánybíróság tagja, hazánkban az Országgyűlés kétharmados többséggel megválasztja a tisztségre. Úgy is fogalmazhatnánk: Minden alkotmánybíró alkotmányjogász, de nem minden alkotmányjogász alkotmánybíró. (Bár ez sem teljesen igaz, mert sokszor előfordul, hogy nem közjogi területen tevékenykedő egyetemi tanárokat, ügyvédeket, politikusokat is megválasztanak a tisztségre.) Szűk értelemben az számít alkotmányjogásznak, aki alkotmányjogi területen PhD-fokozatot szerzett vagy egyetemen ezen tantárgyat tanítja. (Az alábbi hazai egyetemeken zajlik doktori (PhD) képzés: SZTE, ELTE, PPKE, KRE, DE, SZE, PTE, ME.) Azt tekinthetjük még alkotmányjogásznak, aki ezen szakterületen szakjogászi képzettséget szerzett. Magyarországon az első és egyetlen ilyen LLM-kurzus a Károli Gáspár Református Egyetemen az Alapjogvédelmi szakjogászképzés, amelynek alapítója és vezetője Prof. Dr. Cservák Csaba.
Az alkotmányjog tudományága később alakult ki a polgári jognál és büntetőjognál, így az ezzel való professzionális foglalkozás is későbbi keletű. A szocialista rendszerben az alkotmányjogot államjognak hívták, a rendszerváltás után kapta vissza eredeti elnevezését. Ezzel párhuzamosan megalakult az Alkotmánybíróság, Sólyom László vezetésével. Kukorelli István szerkesztésében tankönyv jelent meg az Osiris kiadásában "Alkotmánytan" címmel.